# Ignacio Casanovas
Ignacio Casanovas Camprubí (Sampedor, provincia de Barcelona, 13 de agosto de 1872-Barcelona, 21 de septiembre de 1936) fue un jesuita y filósofo español, continuador de la obra de Jaime Balmes.La Iglesia católica conmemora su festividad el 16 de septiembre.

## Biografía
Ignacio Casanovas nació en el seno de una familia benestante de funcionarios y propietarios rurales de la comarca del Bages. Sus padres eran Pedro Casanova y Teresa de casa Ubagó, que además de Ignacio tuvieron ocho hijos. 
Cursó estudios en el seminario de Vich. De 1888 a 1890 hizo el noviciado para ingresar en la Compañía de Jesús en el monasterio cisterciense de Veruela, desde 1877 administrado por la Compañía. En 1890 hizo sus primeros votos. Seguidamente, siempre en Veruela, cursó estudios literarios bajo los padres Arturo Codina, Francisco Esteve y Vicente Agustí. Durante su sexto año en Veruela, comenzó estudios de filosofía bajo, entre otros, el P. Carlos Llobera. Los dos restantes cursos de filosofía los estudió en el colegio máximo de Tortosa, teniendo entre otros maestros a los PP. Antonio Nadal y Ramón Catalá.
En 1896 la compañía le destinó al Monasterio de Veruela (Zaragoza) para enseñar las letras cláscias.
Estudió Teología en Tortosa (1900-1904), y luego en Manresa (1904-1905). Desde 1905 vivió en el colegio residencia de Barcelona, dedicado a su labor sacerdotal y a su trabajo intelectual, mayormente sobre la cultura catalana y la espiritualidad ignaciana (jesuita). La mayor parte de su obra está escrita en catalán. Se relacionó con gente del catalanismo cultural como Maragall, Costa i Llovera, Gaudí y Rubió i Lluch, etc. A petición del obispo Torras i Bages, Casanovas organizó el Congreso de Apologética en Vich (1908), y editó las obras selectas del obispo (1913). Trató con el político catalanista Enric Prat de la Riba, presidente de la Diputación de Barcelona y después de la Mancomunidad. Hubo algunas suspicacias entre sus compañeros de congregación, pero eso no interrumpió su trayectoria intelectual; su catalanismo era cultural, sin implicaciones políticas ni separatistas.
Una vez disuelta la Compañía de Jesús, 23 de febrero de 1931, Casanovas se estableció en el orfanato Nazaret de Barcelona, ejerciendo de capellán y continuando su labor intelectual. Iniciada la Guerra Civil y la persecución religiosa por el Frente Popular, hubo de esconderse en una casa particular, hasta que el 19 de septiembre de 1936 fue capturado por unos milicianos que le fusilaron, probablemente en la madrugada del día 21.

## Escritos
- Apologética de Balmes, Barcelona: Gustavo Gil, [1910] (2.ª ed. Barcelona: Balmes, 1953).
- Formación de la mujer para la vida social, Barcelona : Eugenio Subirana, 1912.
- Acción de la mujer en la vida social, Barcelona: Gustavo Gili, 1914.
- San Alonso Rodríguez, coadjuntor temporal de la Compañía de Jesús, Barcelona: E. Subirana, 1917.
- Directorio del alma ; Via Crucis ; Hora Santa, Barcelona : Balmes, 1941.
- Balmes : su vida, sus obras y su tiempo, Barcelona: Balmes, 1942
- El Alma de Santa Teresa del niño Jesús, Barcelona: Balmes, 1942.
- El Ideal del sacerdote, Barcelona: Balmes, 1943.
- Estéticas, Barcelona : Balmes, 1943.
- San Ignacio de Loyola, fundador de la Compañia de Jesús..., Barcelona: Balmes, 1944 (2.ª ed.: 1954, 3.ª ed.: 1980).
- Comentario y explanación de los Ejercicios espirituales de San Ignacio de Loyola, Barcelona: Balmes, 1945-<1948>
- El Hecho de la revelación : trascendencia de la revelación, Barcelona: Balmes, 1950.
- La Religión natural: teoría de la revelación, Barcelona: Balmes, 1950
- Estudios sociales: acción de la mujer en la vida social, nuestro estado social, Barcelona: Balmes, 1952.
- La Cultura catalana en el siglo XVIII: Finestres y la Universidad de Cervera, Barcelona: Balmes, 1953.
- Excelencias del oficio divino y modo de recitarlo santamente, Barcelona: Balmes, 1957.
- Ejemplaridad del siervo de Dios José Torras y Bages, obispo de Vich, Barcelona: Balmes, 1958.
- Miscelánea espiritual, Barcelona: Balmes, 1958.